# Janine Hanson
Janine Hanson (La Mesa (California), 14 dicembre 1982) è una canottiera canadese, vice-campionessa olimpica nell'otto a Londra 2012.

## Biografia
Ha rappresentato il Canada ai Giochi olimpici estivi di Pechino 2008, classificandosi 8ª nel quattro di coppia, con Rachelle De Jong, Anna-Marie de Zwager e Krista Guloien.
Ha ottenuto la sua prima medaglia iridata ai mondiali di Cambridge 2010, vincendo l'argento nell'otto. L'anno successivo ha bissato il risultato ai mondiali di Bled 2011.
Ha fatto la sua seconda apparizione olimpica a Londra 2012, dove ha vinto la medaglia d'argento nell'otto con Natalie Mastracci, Rachelle Viinberg, Krista Guloien, Lauren Wilkinson, Ashley Brzozowicz, Darcy Marquardt, Andréanne Morin, Lesley Thompson-Willie.

## Palmarès
- Giochi olimpici

Londra 2012: argento nell'otto;
- Mondiali

Cambridge 2010: argento nell'otto;
Bled 2011: argento nell'otto;